# 北海路
北海路，曾經又稱六馬路，是中華人民共和國上海市黄浦区内一条东西向弧形道路，东起福建中路，西至西藏中路，全长553米。道路原为第二跑马场的圈外土路，1883年改造为现代马路，并以《烟台条约》中开埠的北海口岸命名为北海路。一說名字來自於租界，同治至光緒年間上海人稱呼租界為北海。